# ヒュー・エドワーズ
ヒュー・エドワーズ（Hugh Edwards、1933年7月29日 - 2024年5月10日）は、エディンバラ生まれ、オーストラリア西オーストラリア州出身の潜水士、難破船ハンター、作家、海洋史・サメの専門家、ジャーナリスト、海洋写真家。海洋、地方史、自然史、潜水関係の多数の著作を著している。 

## 難破船の発見
エドワーズは、西オーストラリア州沿岸における、17世紀から18世紀の有名なオランダ東インド会社の難破船の発見に、大きな役割を果たした。

## 著書と受賞歴
著書『Islands Of Angry Ghosts』は、1629年にアブロホス諸島で難破したバタヴィア号(Batavia)の沈没現場の探索を描いたもので、オーストラリア人の著者による優れた書籍に与えられるサー・トーマス・ホワイト記念賞(Sir Thomas White Memorial Prize)を1966年に受賞した。この本は、オランダ東インド会社の船の遭難と、上陸した島で起こった反乱と虐殺、その後の顛末を描いている。
別の著書『Wreck on the Half Moon Reef』では、1727年のゼーワイク号(Zeewijk)の沈没を取り上げている。その後の著作には、『Shark - The Shadow Below』や、『Port of Pearls』（西オーストラリア州北西部のブルームと真珠産業を取り上げている）がある。
著書『蒼海の財宝 (Treasures of the Deep)』は、1999年に日本語でも翻訳出版された。
エドワーズは西オーストラリア州パースに住んでおり、2009年6月8日にオーストラリア勲章を受賞している。
転倒の後、2024年5月10日に死去。90歳没。